# Theobald I de Blois
Theobald I (n. 913–d. 975), supranumit Trișorul, a fost conte de Blois, duce de Chartres și Châteaudun, ca și conte de Tours.

## Viața
Theobald I era fiul lui Theobald le Vieux de Blois, care începând din 908 apare consemnat ca viconte de Tours. Soția acestuia și mama lui Theobald a fost Richildis, o strănepoată a contelui Rorgon I de Maine. Theobald I a fost inițial un vasal al lui Ugo "cel Mare", duce de Franța. În jurul anului 945, regele Ludovic al IV-lea al Franței a fost capturat de către normanzi și încredințat lui Ugo "cel Mare", care l-a pus pe rege în custodia lui Theobald. După circa un an în care s-a aflat sub custodia vasalului său, regele Ludovic a negociat eliberarea monarhului prin oferirea către Ugo a orașului Laon, pe care Ugo l-a oferit apoi lui Theobald. Theobald a fost conte de Tours începând din 942, precum și conte de Blois, iar din 960 conte de Châteaudun și de Chartres.
Sora lui Theobald fusese căsătorită cu ducele Alan al II-lea de Nantes, oferindu-i astfel lui Theobald influență asupra întregului teritoriu de până la Rennes. Cu toate acestea, moartea lui Alan al II-lea a lăsat un vid de putere în Bretania, lăsând-o vulnerabilă atât în fața normanzilor cât și a Angevinilor. Theobald a încheiat o alianță cu Fulc al II-lea de Anjou, care i-a asigurat controlul asupra Saumur, o citadelă strategică localizată între râurile Loara și Thouet, care păzea marca angevină. Acesta includea controlul asupra mănăstirii Saint-Florent, aflate în interiorul zidurilor Saumurului. În schimb, recent văduvul Fulc s-a căsătorit cu sora lui Theobald, rămasă văduva după moartea lui Alan al II-lea de Nantes.
În 960, Theobald a început să intre în adversitate cu ducele Richard I de Normandia, începând un îndelungat război cu normanzii. În 961, el a atacat Évreux, iar normanzii au răspuns prin atacarea Dunois. În 962, Theobald a lansat un atac asupra Rouen, care a eșuat. Ca replică, normanzii au incendiat Chartres. Theobald a preluat controlul asupra fortărețelor Saint-Aignan în Loir-et-Cher, Vierzon și Anguillon în Berry. Pe perioada minoratului lui Hugo Capet, el a întărit Chartres și Châteaudun. Până la moarte, el deja edificase o vastă putere pe Loara, dominând Franța centrală.
Cândva în 943-944, Theobald s-a căsătorit cu Luitgarda de Vermandois, văduva ducelui Guillaume I de Normandia. Aceasta era fiica contelui Herbert al II-lea de Vermandois cu Hildebranda de Franța, fiică a regelui Robert I al Franței. Fratele vitreg al Luitgardei era Hugo "cel Mare", ducele de Franța.

## Familia
Împreună cu Luitgarda, Theobald a avut patru copii:
- Theobald (d. 962).[8]
- Hugo, arhiepiscop de Bourges (d. 985).[8]
- Odo, conte de Blois (d. 995).[8]
- Emma (d. după 1003), căsătorită cu ducele Guillaume al IV-lea de Aquitania.[b][8]